# موج‌های گرما در اروپا، سال ۲۰۲۲
موج‌های گرما در اروپا در سال ۲۰۲۲ دوره‌های کم‌سابقه‌ای از  دماهای بالا بود که در ماه‌های ژوئن و ژوئیه ۲۰۲۲ بخش‌هایی از اروپای مرکزی، جنوبی و غربی را دربر گرفت و باعث آتش‌سوزی، تخلیه منازل و مرگ ناشی از گرما شد. در ماه ژوئن، دماهای ۴۰ تا ۴۳ درجه سانتی‌گراد در بخش‌هایی از اروپا ثبت شد. بیشتر این ناهنجاری‌های دمایی در فرانسه ثبت شد که طی آن چندین رکورد درجه حرارت در آن کشور شکسته شد. 
دومین موج گرما در اواسط ماه ژوئیه رخ داد که در شمال به بریتانیا گسترش یافت، جایی که دمای ۴۰ درجه سانتی‌گراد (۱۰۴ درجه فارنهایت) برای اولین بار در تاریخ بریتانیا ثبت شد. دانشمندان دلیل این روند را تغییرات اقلیمی ناشی از فعالیت‌های بشر می‌دانند.